# Ленина (Белыничский район)
Ле́нина (бел. Леніна) — упразднённый посёлок в Белыничском районе Могилёвской области Беларуси. Входил в состав Ланьковского сельсовета.

## Население
- 2010 год — 2 человека